# Heinrich Friedrich Siedentopf

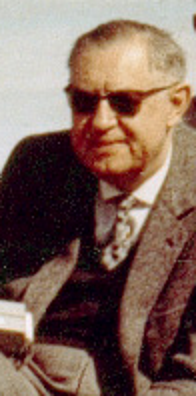
Siedentopf 1963 in Chile

Heinrich Friedrich Siedentopf (* 12. Januar 1906 in Hannover; † 28. November 1963 in Tübingen) war ein deutscher Physiker und Astronom.

## Leben
Siedentopf war 1933 außerordentlicher Professor für Astronomie und zwischen 1940 und 1946 ordentlicher Professor für Astronomie in der Universität Jena. Er arbeitete an der Universitätssternwarte und am Astrophysikalischen Institut.
Schwerpunkt seiner Arbeit war die Astrophysik und die Theorie der periodisch veränderlichen Sterne.
1949 wurde Siedentopf als Professor für Astronomie an die Universität Tübingen berufen, zur gleichen Zeit wurde er stellvertretender Direktor des Fraunhofer-Instituts für Sonnenforschung in Freiburg im Breisgau. In Tübingen baute er in den Nachkriegsjahren den Lehrstuhl für Astronomie neu auf. Im Jahr 1960 veranlasste er den Neubau des Astronomischen Instituts auf der Waldhäuser Höhe.
Siedentopf war bis zu seinem frühen Tod im Jahr 1963 maßgeblich am Aufbau der europäischen Südsternwarte in Chile beteiligt.

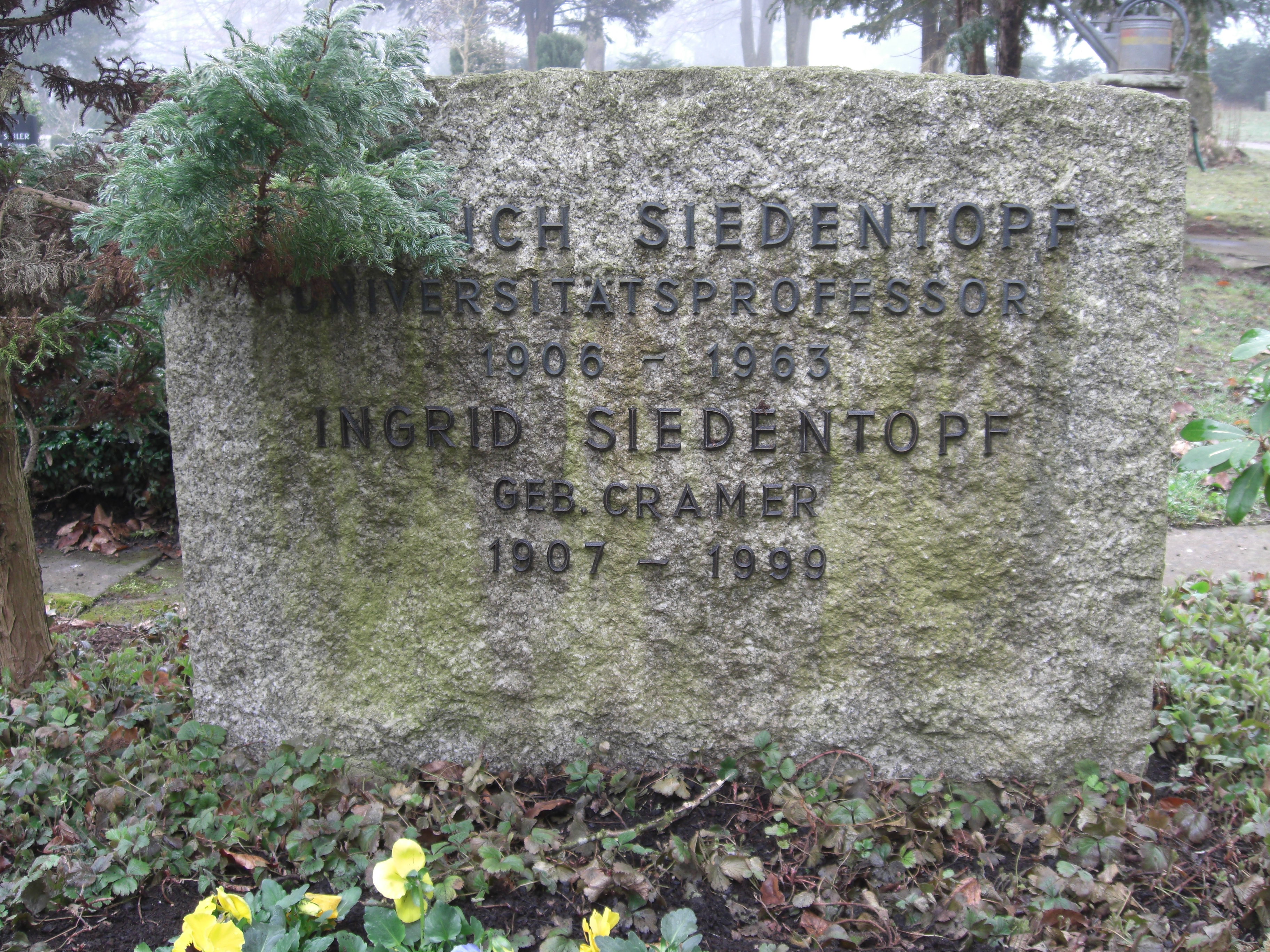
Grab von Heinrich Friedrich Siedentopf; Tübingen, Bergfriedhof

Seit 1955 war er korrespondierendes Mitglied der Heidelberger Akademie der Wissenschaften.
Der Krater 'Siedentopf' (♁22° 0′ 0″ N, 135° 30′ 0″ O) auf dem Erdmond wurde nach ihm benannt und 1993 der 1989 entdeckte Kleinplanet (5375) Siedentopf.

## Veröffentlichungen
- Siedentopf, Heinrich: Grundlagen der Kosmologie, Göttingen 1928
- Siedentopf, Heinrich: Entwicklung im Weltall, Göttingen 1928
- Siedentopf, Heinrich: Sternspektren, in: G. Joos (Hg.), Hdwb. d. Naturwiss. IX, 1933, S. 572–79.
- Siedentopf, Heinrich: Bau und Bewegung des Universums, Sternaufbau und Sternentwicklung, in: S. Newcom u. R. Engelmann (Hg.), Populäre Astronomie, 1948.
- Mitherausgeber: Probleme der kosmischen Physik seit 1949
- Siedentopf, Heinrich: Grundriss der Astrophysik, Stuttgart, 1950
- Siedentopf, Heinrich: Astrophysikalische Instrumente, Physik des Einzelsterns, Sonnenphysik, Interstellare Materie, alle in: H. Westphal (Hg.), Physikal. Wb., 1952.
- Siedentopf, Heinrich: Leistung der Fernrohre, Einfluß der Erdatmosphäre, in: Landolt-Börnstein (Hg.), Zahlenwerte und Funktionen, Bd. 3, Astronomie und Geophysik, 1952, S. 22–34.
- Siedentopf, Heinrich: On Astronomical Observing Conditions in South Africa and Chile, Comparison between South Africa and Chile, in: Report to the ESO Council from the ESO Commission for Site-Testing, 1963
- Siedentopf, Heinrich: Gesetze und Geschichte des Weltalls, Tübingen 1961
- Siedentopf, Heinrich: Mensch und Weltall, Btrr., hg. v. H. Elsässer, 1966 (W-Verz.):